# Груздев, Владимир Леонидович
Владимир Леонидович Груздев (груз. ვლადიმერ გრუზდევი; род. 2 июля 1952, Жданов) — советский и грузинский яхтсмен.
В 1979 г. на VII летней спартакиаде народов СССР по парусному спорту в Таллине занял третье место в классе «Летучий голландец» (рулевой Валерий Гусенко).
С 1980 года выступал как шкотовый вместе с Георгием Шайдуко: в 1982 году стал чемпионом СССР (также в классе «Летучий голландец») и вошёл в тройку призёров на международных соревнованиях в Йере, Каннах и Киле. В 1983 году в классе «Солинг» вместе с Шайдуко и Сергеем Кановым занял второе место в Чемпионате СССР и Кубке СССР.
В 1990-е гг. выступал вместе с Гурамом Биганишвили в классе «Звёздный». Участник летних Олимпийских игр 1992 года в Барселоне в составе Объединённой команды бывших республик СССР (13-е место из 26 участников) и 1996 года в США в составе сборной Грузии (16-е место из 25 участников).